# Nathaniel Tuamoheloa
Nathaniel Tuifao Tuamoheloa (4 giugno 1994) è un lottatore samoano americano, specializzato nella lotta libera.

## Biografia
Ha rappresentato la Samoa Americane ai Giochi olimpici estivi di Londra 2012, gareggiando nella categoria 90 chilogrammi.

## Palmarès
- Campionati oceanici

Majuro 2015: argento nella lotta greco romana 85 kg.; argento nella lotta libera 85 kg;
Hamilton 2016: bronzo nella lotta libera 86 kg.;
Papate 2017: bronzo nella lotta libera 86 kg.;
Yigo 2018: argento nella lotta greco-romana 97 kg.; argento nella lotta libera 97 kg.;